# Personal information manager
En personal information manager (ofte kaldt PIM-værktøj eller bare PIM) er en type af applikation, hvis funktion er som personlige arrangører (eng. personal organizer). Akronymet PIM anvendes almindeligvis for personal information manager ved det givne forskningsfelt. 
Formålet med PIM-værktøj anvendt som information management-værktøj er at facilitere (muliggøre) notering, sporing - og forvaltning af visse typer af "personlig information".

## Eksempler
Personlig information kan omfatte følgende:
- Personlig fil samlinger (digitale og fysiske): Dokumenter, musik, fotos, videoer og lignende
- Personlige noter/dagbog
- Adressebøger
- Lister (inklusiv opgavelister, to do-lister)
- Vigtige kalenderdatoer
  - Fødselsdage
  - Årsdage
  - Aftaler og møder
- Huskelister
- Email, chat arkiver
- Fax kommunikationer, voicemail
- Projektledelsesfunktioner
- RSS opdateringsstrømme
- Advarsler
- Kilder (inklusiv videnskabelige kilder, webstedsreferencer)